# Сперанца (футбольный клуб, Дрокия)
«Спера́нца» — советский футбольный клуб из Дрокии. Основан в 1972 году.

## Достижения
- Во второй лиге СССР — 14-е место (в зональном турнире второй лиги 1976 год. Вторая лига, класс "А").

## Известные тренеры
- Корольков Виктор Георгиевич.
- Вебер Владимир Владимирович